# Heikeopsis
Heikeopsis is een geslacht van kreeftachtigen uit de klasse van de Malacostraca (hogere kreeftachtigen).

## Soorten
- Heikeopsis arachnoides (Manning & Holthuis, 1986)
- Heikeopsis japonica (von Siebold, 1824)